# Черни вдовици
Черните вдовици (Latrodectus) са род паяци от семейство Theridiidae. Родът съдържа 31 признати вида, разпространени по целия свят. Видовете се различават значително по размер. В повечето случаи женските са оцветени в тъмно и лесно се разпознават по червеникавите белези по корема.
Женската черна вдовица има необичайно големи отровни жлези и нейната захапка може да бъде особено вредна за хората. Въпреки това, ухапванията от тези паяци са рядко фатални. Само ухапванията от женски паяци са опасни за хората.
Паяците от рода Steatoda (принадлежащи към същото семейство) често се бъркат с черните вдовици, заради което са известни като „фалшиви вдовици“. Те са значително по-малко вредни за хората.

## Описание
Размерите на черните вдовици варират от 3 до 10 mm, но някои женски индивиди могат да достигнат до 13 mm. Тези паяци имат много лошо зрение, поради което са зависими от вибрациите, достигащи до тях през изплетените от тях мрежи, за да открият плячката или да ги предупредят за по-големи заплахи.

## Хранене
Подобно на останалите членове на семейство Theridiidae, тези паяци изграждат мрежа от неправилни, заплетени, лепкави копринени влакна в близост до земята в тъмни и необезпокоявани райони, обикновено в малки дупки. Паяците често висят с главата надолу в близост до центъра на мрежите си и чакат насекомите да се заблудят и оплетат в мрежата. Тогава, преди насекомото да се е измъкнало, паякът се втурва, за да го ухапе и да го увие в коприна. При хранене използва зъбите си за да инжектира храносмилателни ензими, втечнявайки вътрешните органи на плячката.
Тяхната плячка се състои от малки насекоми, като мухи, комари, скакалци, бръмбари, гъсеници и др.

## Отрова
Поради наличието на латротоксин в тяхната отрова ухапвания от черните вдовици са потенциално опасни и могат да доведат до латродектизъм (от името на рода), включително тежка мускулна болка, коремни спазми, хиперхидроза, тахикардия и мускулни спазми. Симптомите обикновено траят от 3 до 7 дни, но могат да се запазят в продължение на няколко седмици.
Всяка година над 2 хил. души съобщават, че са били ухапани от черна вдовица, но повечето се възстановяват в рамките на 24 часа чрез медицинско лечение. Също така много хора, които са ухапани, развиват малко от симптомите, тъй като паякът може да не инжектира отровата си. Черните вдовици не са особено агресивни паяци и те рядко захапват хората. Много от нараняванията се дължат на отблъскващи ухапвания, в случаите когато паяка бива изненадан, притиснат или по друг начин заплашен.
Противно на общоприетото схващане, повечето хора, които са ухапани, не търпят сериозни поражения, а фаталния край е също преувеличен. Смъртоносни ухапвания се съобщават в началото на 20 век, най-вече от средиземноморската черна вдовица Latrodectus tredecimguttatus.

## Класификация
Род Черни вдовици
- Вид Latrodectus antheratus (Badcock, 1932)
- Вид Latrodectus apicalis Butler, 1877
- Вид Latrodectus bishopi Kaston, 1938
- Вид Latrodectus cinctus Blackwall, 1865
- Вид Latrodectus corallinus Abalos, 1980
- Вид Latrodectus curacaviensis (Müller, 1776)
- Вид Latrodectus dahli Levi, 1959
- Вид Latrodectus diaguita Carcavallo, 1960
- Вид Latrodectus elegans Thorell, 1898
- Вид Latrodectus erythromelas Schmidt & Klaas, 1991
- Вид Latrodectus geometricus C. L. Koch, 1841
- Вид Latrodectus hasseltii Thorell, 1870
- Вид Latrodectus hesperus Chamberlin & Ivie, 1935
- Вид Latrodectus hystrix Simon, 1890
- Вид Latrodectus indistinctus O. Pickard-Cambridge, 1904
- Вид Latrodectus karrooensis Smithers, 1944
- Вид Latrodectus katipo Powell, 1871
- Вид Latrodectus lilianae Melic, 2000
- Вид Черна вдовица (Latrodectus mactans) (Fabricius, 1775)
- Вид Latrodectus menavodi Vinson, 1863
- Вид Latrodectus mirabilis (Holmberg, 1876)
- Вид Latrodectus obscurior Dahl, 1902
- Вид Latrodectus pallidus O. Pickard-Cambridge, 1872
- Вид Latrodectus quartus Abalos, 1980
- Вид Latrodectus renivulvatus Dahl, 1902
- Вид Latrodectus revivensis Shulov, 1948
- Вид Latrodectus rhodesiensis Mackay, 1972
- Вид Latrodectus thoracicus Nicolet, 1849
- Вид Черен отровен паяк (Latrodectus tredecimguttatus) (Rossi, 1790)
- Вид Latrodectus variegatus Nicolet, 1849
- Вид Latrodectus variolus Walckenaer, 1837